# آيت أونزار (إنداوزال)
آيت أونزار هو دُوَّار يقع بجماعة أزغار نيرس، إقليم تارودانت، جهة سوس ماسة في المملكة المغربية. ينتمي الدوّار لمشيخة إنداوزال التي تضم 42 دوار. يقدر عدد سكانه بـ 123 نسمة حسب الإحصاء الرسمي للسكان والسكنى لسنة 2004.

## وصلات خارجية
- البوابة الوطنية للجماعات الترابية
- المندوبية السامية للتخطيط